# Afrosepsis lineata
Afrosepsis lineata är en tvåvingeart som beskrevs av Ozerov 1999. Afrosepsis lineata ingår i släktet Afrosepsis och familjen svängflugor.
Artens utbredningsområde är Angola. Inga underarter finns listade i Catalogue of Life.